# Micrutalis pallens
Micrutalis pallens är en insektsart som beskrevs av Fowler. Micrutalis pallens ingår i släktet Micrutalis och familjen hornstritar. Inga underarter finns listade i Catalogue of Life.